# Lužnica
 Ovo je glavno značenje pojma Lužnica. Za naselje u općini Podgorica, Crna Gora pogledajte Lužnica (Podgorica, Crna Gora).
Lužnica je prigradsko naselje Zaprešića. Nalazi se zapadno od centra grada. Prema popisu stanovništva iz 2001. ima 62 stanovnika.
Prvi vlasnici lužničkog posjeda bili su plemići iz obitelji Čikulin koji se u Hrvatskoj pojavljuju u 16. stoljeću. U 18. stoljeću lužnički posjed je nakon dioba i parnica pripao obitelji Rauch. 1925. godine dvorac je na dražbi kupila Družba sestara milosrdnica. Nakon Drugog svjetskog rata sestrama je onemogućena odgojno-prosvjetna djelatnost. Otada je Lužnica bila dom za umirovljene sestre i duhovni centar.

## Stanovništvo
| broj stanovnika |       |       | 98    | 83    | 48    | 40    | 68    | 58    | 96    | 67    | 91    | 89    | 65    | 64    | 62    | 40    | 27    |
|                 | 1857. | 1869. | 1880. | 1890. | 1900. | 1910. | 1921. | 1931. | 1948. | 1953. | 1961. | 1971. | 1981. | 1991. | 2001. | 2011. | 2021. |

## Znamenitosti
- Dvorac Lužnica, barokni dvorac izgrađen u drugoj polovici 18. stoljeća. Primjer je višekrilnog otvorenog dvorca kakve nalazimo i u Hrvatskom Zagorju. Pripada spomenicima prve kategorije i zaštićeno je kulturno dobro.

## Vanjske poveznice
- Lužnica